# 1958-as magyar férfi vízilabdakupa
A magyar férfi vízilabdakupa 1958-as kiírását az Bp. Honvéd nyerte.

## Eredmények

### Nyolcaddöntő
játéknap: december 4. 5., 6. 7.
| 1. csapat           | Eredmény     | 2. csapat          |
| ------------------- | ------------ | ------------------ |
| BVSC                | erőnyerő     |                    |
| Újpesti Dózsa       | 6–0          | Csepel Autó        |
| Ferencvárosi TC     | 7–2          | Budai Spartacus    |
| Bp. Honvéd          | 4–2          | MTK                |
| Vasas SC            | játék nélkül | MÁVAG              |
| Szolnoki Dózsa      | játék nélkül | Bp. Építők         |
| Bp. Vörös Meteor    | 7–5          | Bp. Spartacus      |
| Újpesti Tungsram TE | 5–0          | Tatabányai Bányász |

### Negyeddöntő
játéknap: december 5., 13., 14.
| 1. csapat       | Eredmény     | 2. csapat           |
| --------------- | ------------ | ------------------- |
| BVSC            | 7–6          | Vasas SC            |
| Újpesti Dózsa   | játék nélkül | Szolnoki Dózsa      |
| Ferencvárosi TC | 4–3          | Bp. Vörös Meteor    |
| Bp. Honvéd      | 7–1          | Újpesti Tungsram TE |

### Elődöntő
játéknap: december 20.
| 1. csapat  | Eredmény | 2. csapat       |
| ---------- | -------- | --------------- |
| BVSC       | 3–1      | Ferencvárosi TC |
| Bp. Honvéd | 3–2      | Újpesti Dózsa   |

### 3. helyért
játéknap: december 21.
| 1. csapat     | Eredmény | 2. csapat       |
| ------------- | -------- | --------------- |
| Újpesti Dózsa | 4–3      | Ferencvárosi TC |

### Döntő
| 1958. december 21. | Bp. Honvéd                        | 4–3 | BVSC                   | Sportuszoda Játékvezetők: Lemhényi Dezső |
| 1958. december 21. | (2–1)                             |     |                        | Sportuszoda Játékvezetők: Lemhényi Dezső |
| 1958. december 21. | Vedlik 1 Váczi 1 Holop 1 Németh 1 |     | Konrád II 2 Potyondi 1 | Sportuszoda Játékvezetők: Lemhényi Dezső |

A Bp. Honvéd kupagyőztes csapata: Kökény József — Holop Miklós, Hevesi István, Gallov Rezső, Németh István, Váczi József, Vedlik Lajos, edző: Brandi Jenő